# 1486

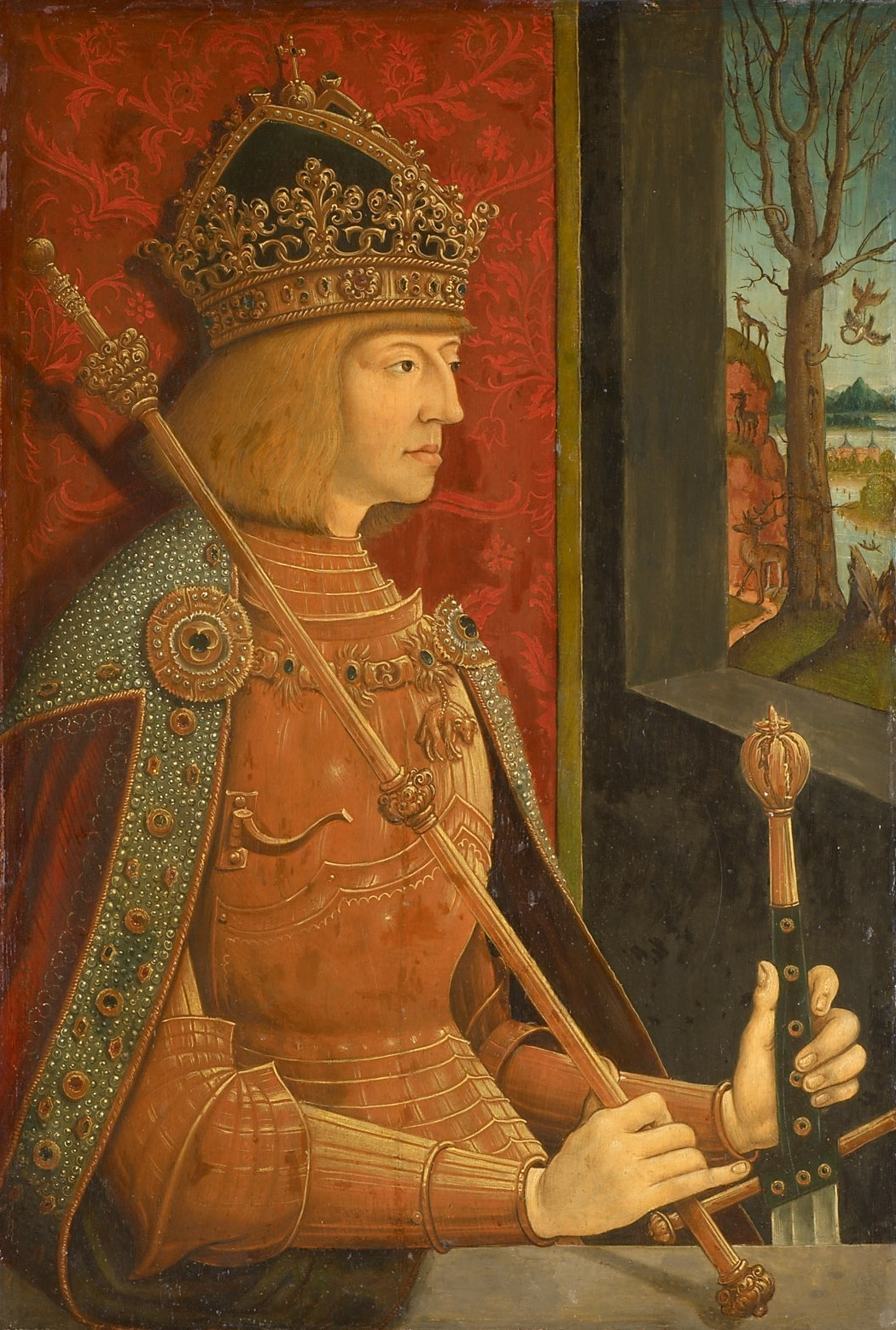
Maximiliaan I

Het jaar 1486 is het 86e jaar in de 15e eeuw volgens de christelijke jaartelling.

## Gebeurtenissen
januari
- 18 - Koning Hendrik VII van Engeland trouwt met Elizabeth van York.

februari
- 16 - Aartshertog Maximiliaan van Habsburg wordt gekozen tot koning van Duitsland, als waarnemer voor en opvolger van zijn vader, keizer Frederik III.

maart
- 19 (Palmzondag) - De Arenbergers overvallen onder aanvoering van Robert van der Mark Eindhoven. Zo ontstaat de Stadsbrand van Eindhoven: De kleine stad brandt op slechts zes huizen na af.

april
- 9 - Maximiliaan van Habsburg wordt in Aken tot Rooms koning gekroond.

mei
- 31 - Filips van Bourgondië-Beveren wordt ingezworen als Heer van Veere.

## Beeldende kunst

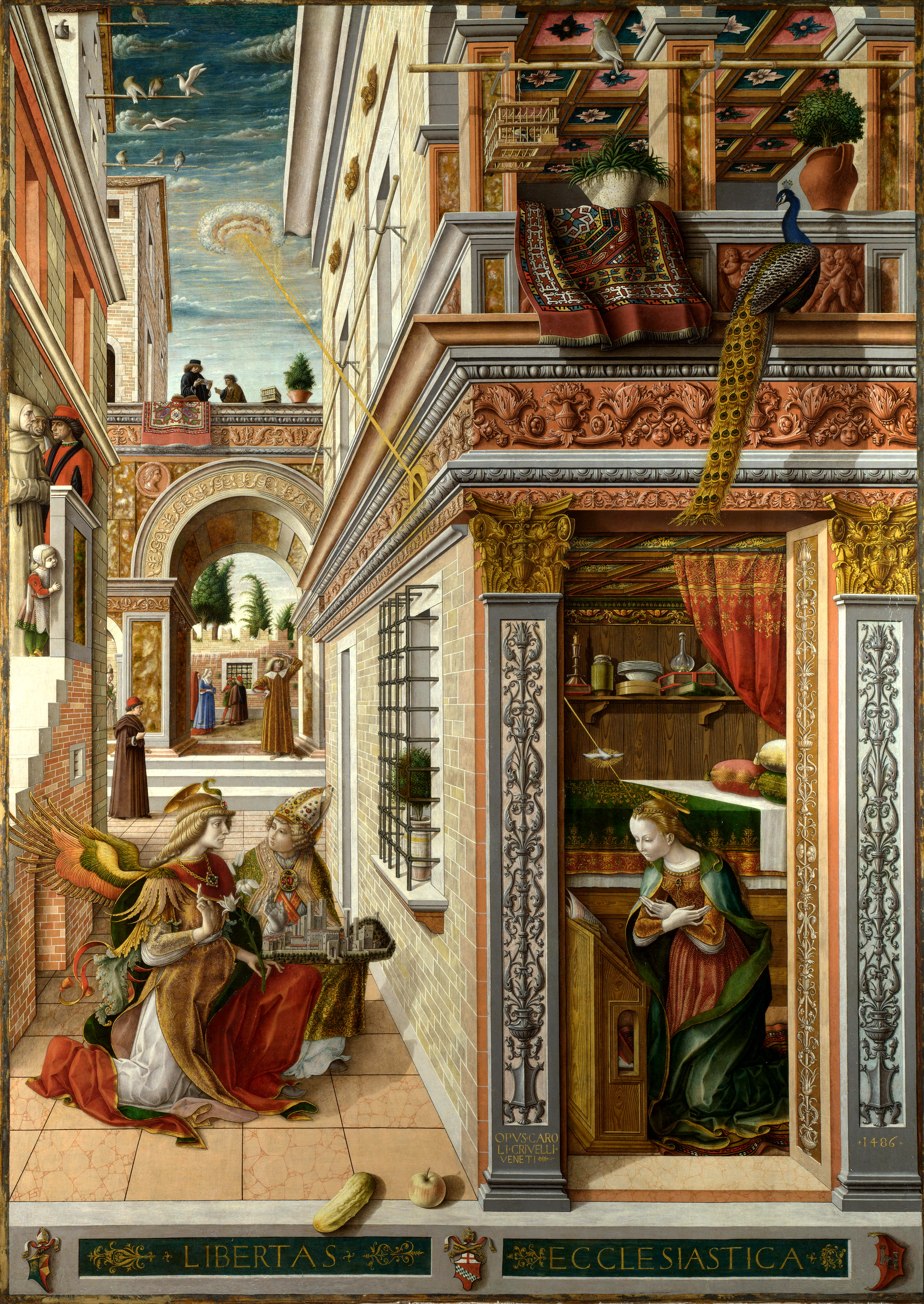
Carlo Crivelli: De aankondiging aan Maria en de Heilige Emidius
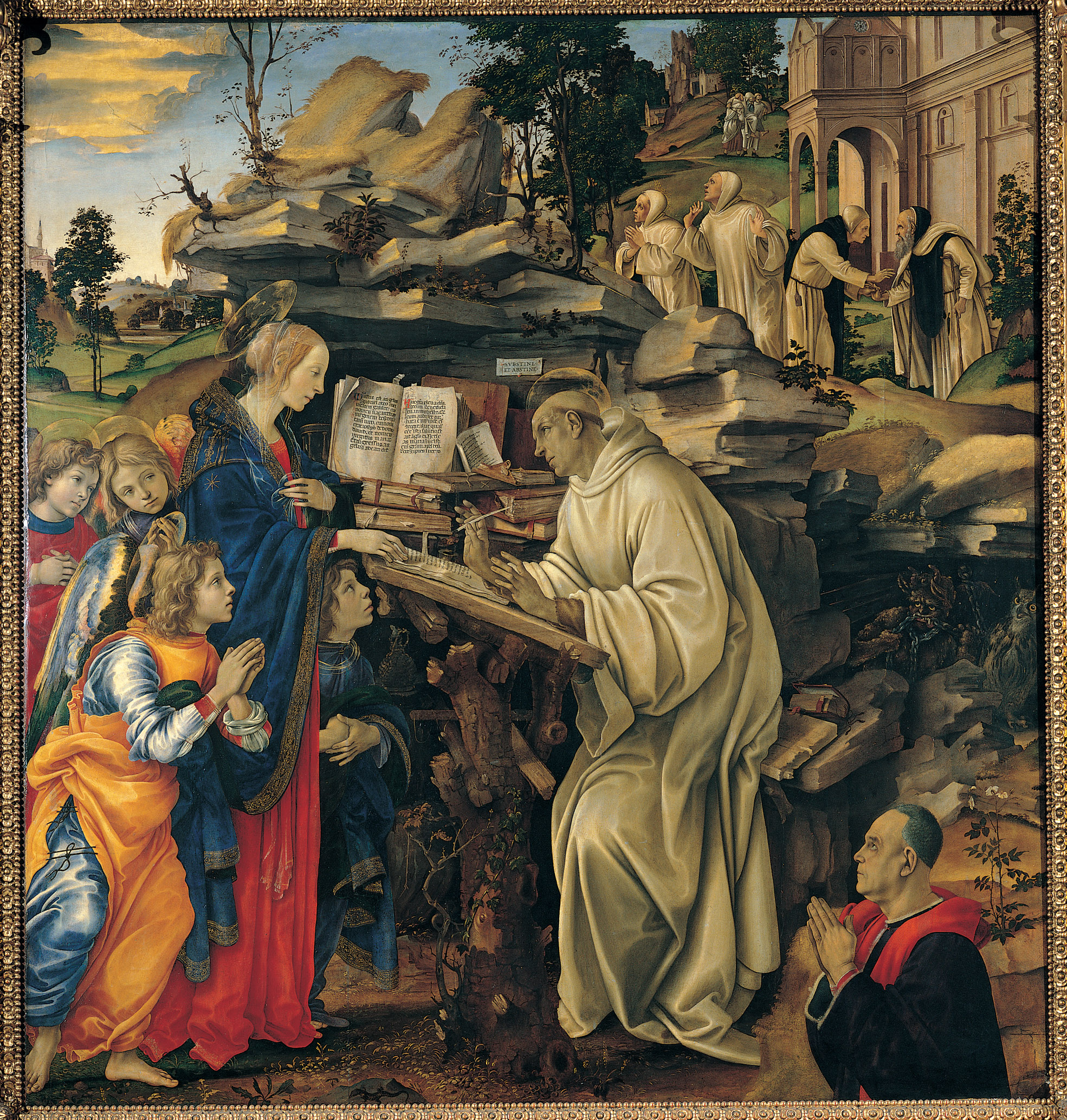
Filippino Lippi: Verschijning van de Maagd aan de Heilige Bernardus
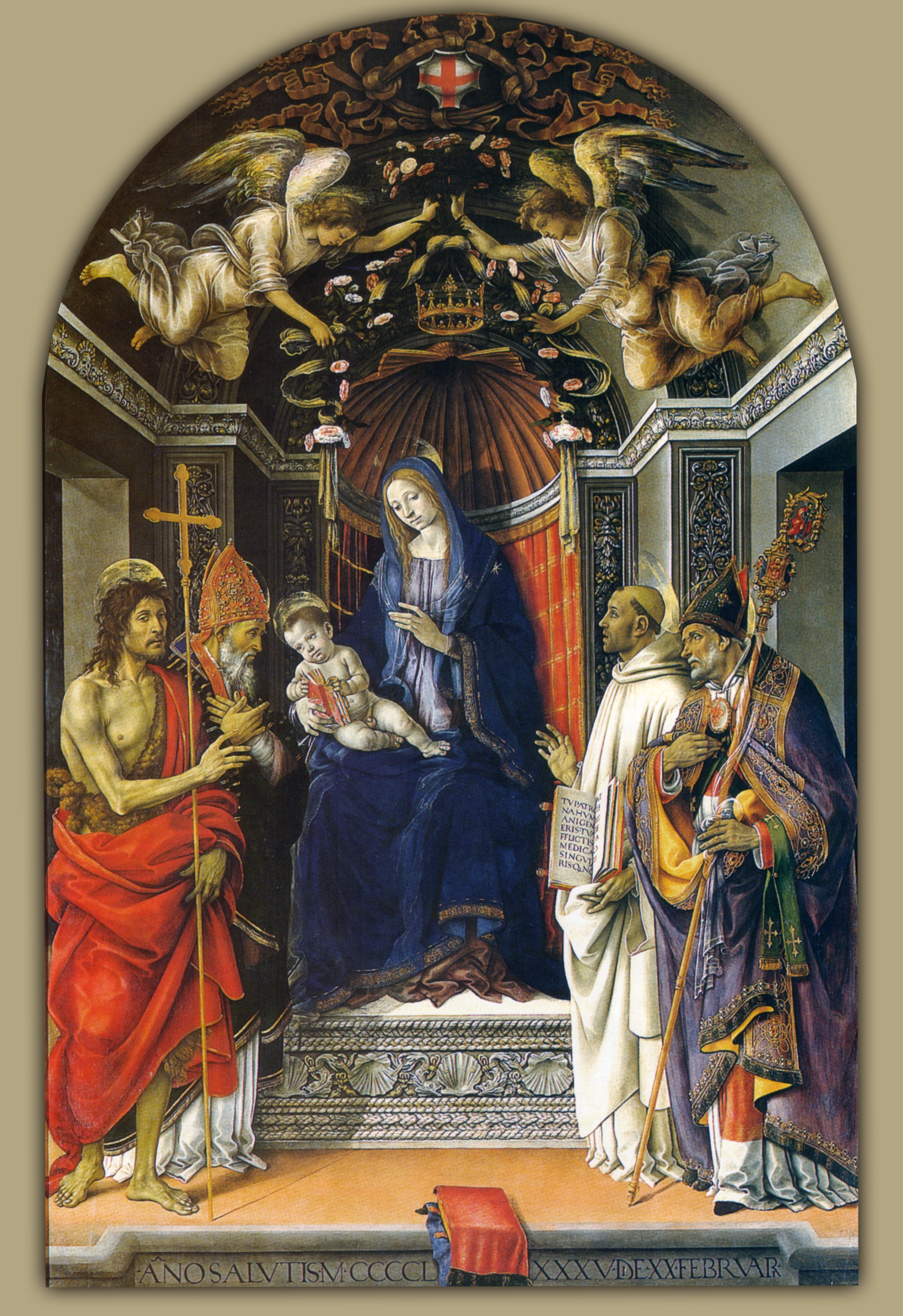
Filippino Lippi: Pala degli Otto
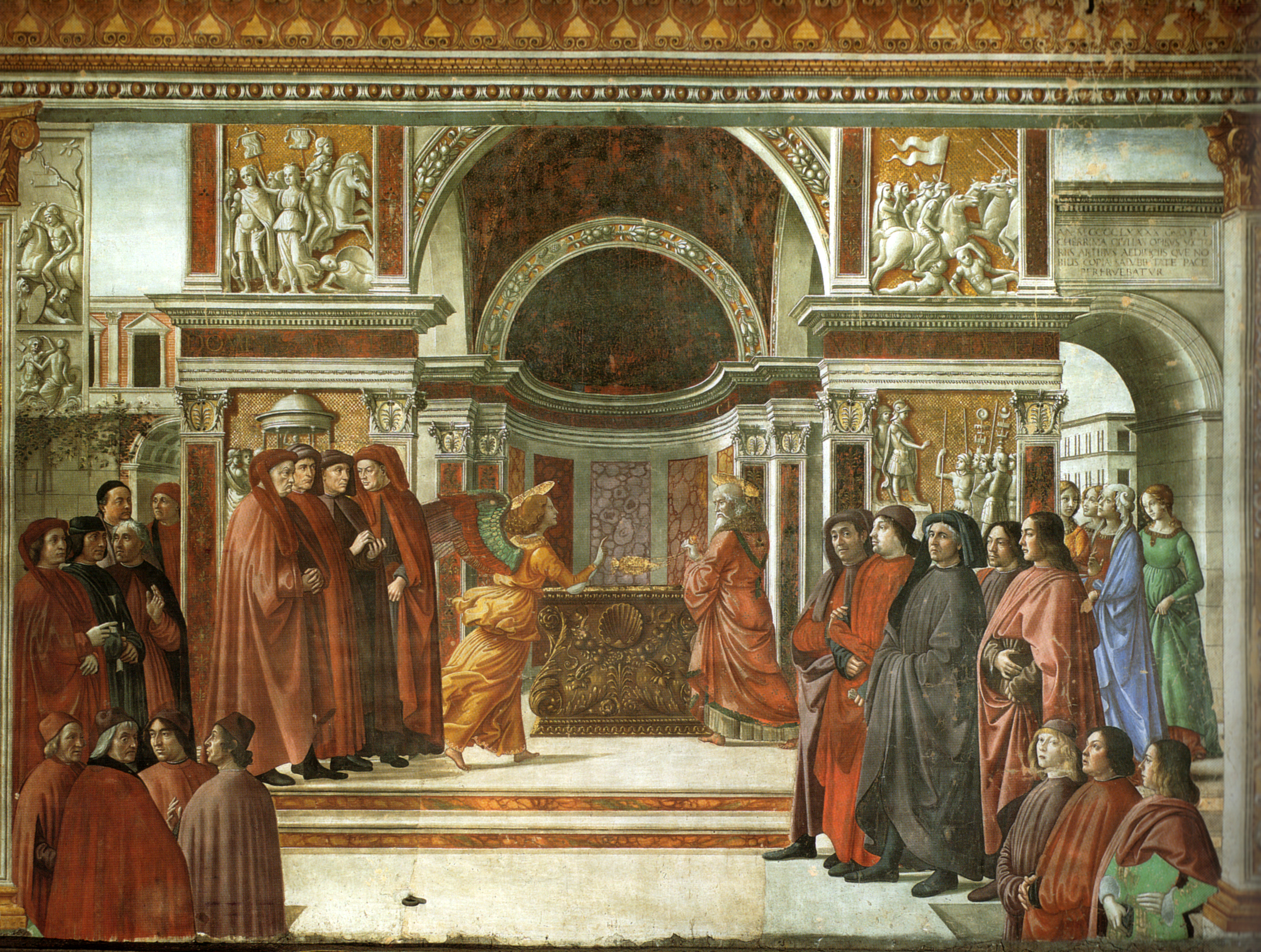
Domenico Ghirlandaio: De aankondiging aan Zacharias

## Opvolging
- Ansbach - Albrecht Achilles opgevolgd door zijn zoon Frederik I
- Azteken - Tizoc opgevolgd door Ahuitzotl
- Brandenburg - Albrecht Achilles opgevolgd door zijn zoon Johann Cicero
- patriarch van Constantinopel - Symeon I van Trebizond opgevolgd door Nefon II
- Brandenburg-Kulmbach - Albrecht Achilles opgevolgd door zijn zoon Sigismund
- Leuchtenberg - Lodewijk opgevolgd door Jan IV
- Keurvorstendom Saksen - Ernst opgevolgd door zijn zoon Frederik III
- Venetië - Marco Barbarigo opgevolgd door zijn broer Agostino Barbarigo

## Afbeeldingen

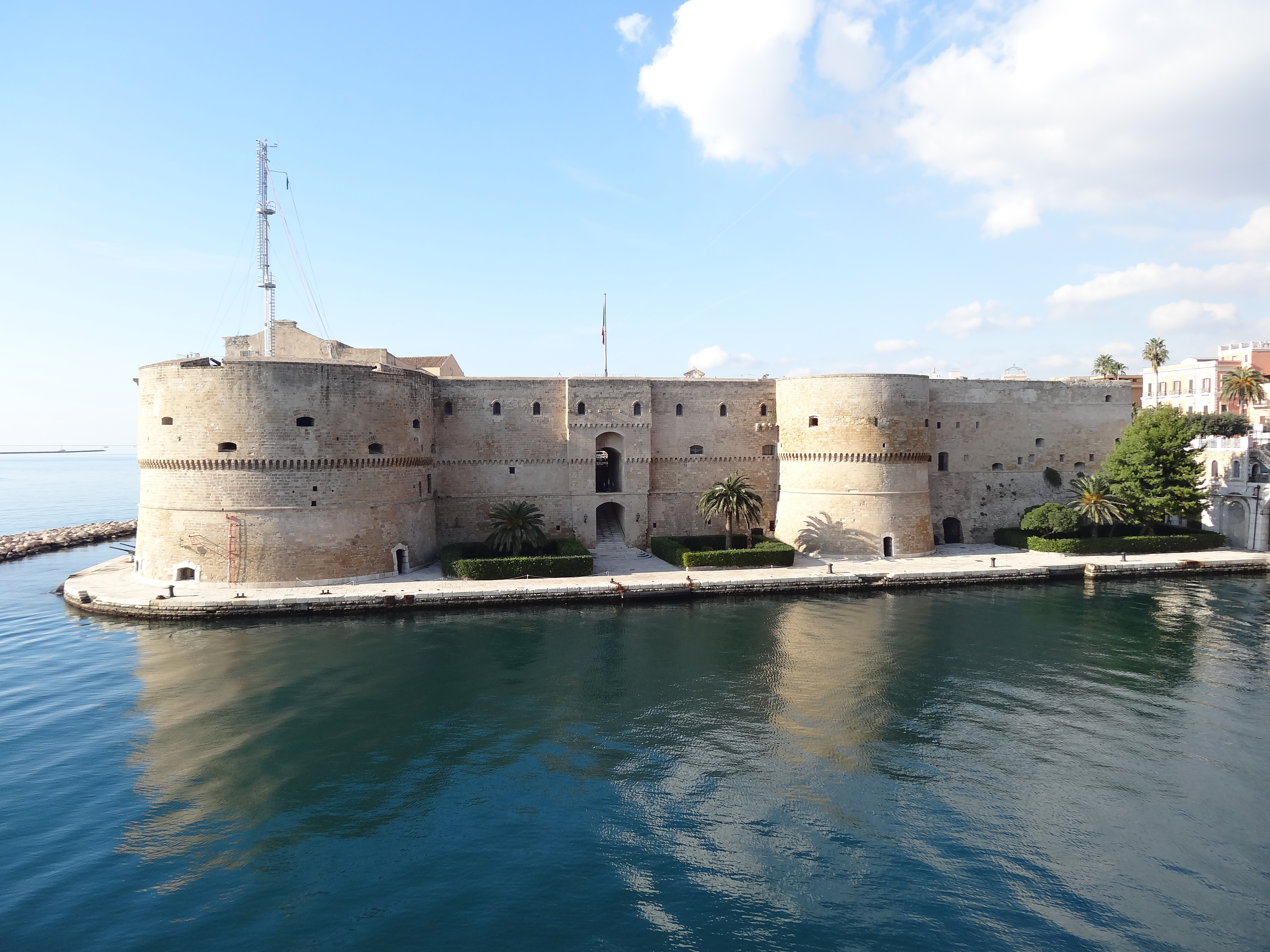
Castello Aragonese, Taranto, Italië

## Geboren
- 6 januari - Martin Agricola, Duist componist
- 10 februari - George van de Palts, Duits geestelijke
- 11 maart - Jan Chojeński, Pools bisschop
- 2 juli - Jacopo Sansovino, Venetiaans architect en beeldhouwer
- 16 juli - Andrea del Sarto, Italiaans schilder
- 25 juli - Albrecht VII, hertog van Mecklenburg
- 28 juli - Pieter Gillis, Brabants humanist
- 10 augustus - Willem IX, markgraaf van Monferrato
- 14 september - Heinrich Cornelius Agrippa von Nettesheim, Duits geleerde
- 20 september - Arthur Tudor, Engels prins
- 28 september - Adrianus Barlandus, Nederlands filoloog
- 10 oktober - Karel III, hertog van Savoye (1504-1553)
- 13 november - Johannes Eck, Duits theoloog
- Pedro de Alvarado, Spaans conquistador
- Domenico Beccafumi, Italiaans schilder
- Chaitanya Mahaprabhu, Bengaals spiritueel leider
- Jason Pratensis, Zuid-Nederlands arts en dichter
- Girolamo Priuli, doge van Venetië (1559-1567)
- Jacob Proost, Zuid-Nederlands theoloog
- Som Phu, koning van Lan Xang (1495-1500)
- Arnould van Sprolant, Zuid-Nederlands geestelijke en geleerde
- Juan Sebastián Elcano, Spaans ontdekkingsreiziger (jaartal bij benadering)
- François Lambert, Frans kerkhervormer (jaartal bij benadering)
- Ludwig Senfl, Zwitsers componist (jaartal bij benadering)
- Sher Shah Suri, sultan van Delhi (1540-1545) (jaartal bij benadering)

## Overleden
- 22 januari - Jan de Witte, Vlaams politicus
- 12 februari - Margaretha van Oostenrijk (~69), echtgenote van Frederik II van Saksen
- 11 maart - Albrecht Achilles, keurvorst van Brandenburg (1470-1486)
- 18 maart - Jan III de Baenst (~65), Vlaams edelman
- 14 juli - Margreet van Denemarken (30), echtgenote van Jacobus III van Schotland
- 23 augustus - Maria van Kleef (59), Duits-Frans edelvrouw
- 26 augustus - Ernst (45), keurvorst van Saksen (1464/1485-1486)
- 29 april - Wolfert VI van Borselen (~52), Hollands staatsman
- 9 oktober - Gerrit van Assendelft (~66), Hollands edelman
- 2 november - Margaretha van Egmont (~50), Gelders edelvrouw
- Abū al-Hasan ibn Alī al-Qalasādī (~74), Arabisch wiskundige
- Jan van Luxemburg-Saint Pol (~41), Bourgondisch edelman
- Giovanni Antonio Petrucci (~30), Napolitaans edelman
- Diogo Cão, Portugees ontdekkingsreiziger (vermoedelijke jaartal bij benadering)
- Aristotele Fioravanti, Italiaans architect (jaartal bij benadering)
- Jan van Ruysbroeck, Brabants architect (jaartal bij benadering)